# Sidney Govou
Sidney Rodrigue Noukpo Govou (Puy-en-Velay, 27 de julho, 1979) é um ex-futebolista francês que atuava como atacante.

## Carreira
Revelado pelo Olympique Lyonnais, atuou no clube francês de 1999 até 2010, participando do heptacampeonato do clube (2001-02 até 2007-08).
No dia 3 de julho de 2010, foi contratado pelo Panathinaikos, da Grécia.

### Seleção Francesa
Estreou na Seleção Francesa de Futebol em 2002. Foi campeão da Copa das Confederações de 2003. Também integrou o plantel da seleção na Copa do Mundo FIFA de 2006, na Alemanha, onde foi vice-campeão, perdendo para a Itália nos pênaltis, e na Copa do Mundo FIFA de 2010.

## Titulos
Lyon
- Campeonato Francês: 2001-02, 2002-03, 2003-04, 2004-05, 2005-06, 2006-07, 2007-08
- Supercopa da França: 2002, 2003, 2004
- Copa da França: 2007-08

Seleção Francesa
- Copa das Confederações: 2003